# Vicia tsydenii
Vicia tsydenii är en ärtväxtart som beskrevs av Leonid I. Malysev. Vicia tsydenii ingår i släktet vickrar, och familjen ärtväxter. Inga underarter finns listade i Catalogue of Life.